# Shrewsbury and Atcham
Circonscription parlementaire de la Chambre des communes
La circonscription de Shrewsbury et Atcham est une circonscription électorale anglaise située dans le Shropshire et représentée à la Chambre des communes du Parlement britannique.

## Géographie
La circonscription comprend :
- La ville de Shrewsbury
  - Les banlieues de Sundorne, Harlescott, Meole Brace, Coleham, Frankwell, Coton Hill, Underdale et Ditherington
- Les villages et paroisses civiles de Bomere Heath, Merrington, Preston Gubbals, Albrighton, Leaton, Fitz, Astley, Battlefield, Uffington, Withington, Atcham, Wroxeter, Donnington, Eaton Constantine, Buildwas, Sheinton, Cressage, Eyton on Severn, Cound, Harley, Acton Burnell, Pitchford, Frodesley, Cantlop, Berrington, Cross Houses, Condover, Kenley, Ruckley and Langley, Church Preen, Hughley, Cardington, Plaish, Enchmarsh, Gretton, Longnor, Leebotwood, Woolstaston, Picklescott, Great Ryton, Church Pulverbatch, Habberley, Oaks, Asterley, Westbury, Halfway House, Rowton, Cardeston, Yockleton, Pontesford, Cruckton, Ford, Shelton, Kinton, Shrawardine, Nesscliffe, Great Ness, Bicton, Pontesbury et Montford Bridge
- Les hameaux de Brompton, Mytton, Malehurst et Acton Pigott

## Députés
Les Members of Parliament (MPs) de la circonscription sont :
| Législature                          | Années       | Député | Député            | Parti             |
| ------------------------------------ | ------------ | ------ | ----------------- | ----------------- |
| North Shropshire issue de Shrewsbury |              |        |                   |                   |
| 49e                                  | 1983–1987    |        | Derek Conway      | Conservateur      |
| 50e                                  | 1987–1992    |        | Derek Conway      | Conservateur      |
| 51e                                  | 1992–1997    |        | Derek Conway      | Conservateur      |
| 52e                                  | 1997–2001    |        | Paul Marsden      | Travailliste      |
| 53e                                  | 2001–2005    |        | Paul Marsden      | Travailliste      |
| 53e                                  | 2001-2005    |        | Paul Marsden      | Libéral-démocrate |
| 53e                                  | 2005-2005    |        | Paul Marsden      | Travailliste      |
| 54e                                  | 2005–2010    |        | Daniel Kawczynski | Conservateur      |
| 55e                                  | 2010–2015    |        | Daniel Kawczynski | Conservateur      |
| 56e                                  | 2015–2017    |        | Daniel Kawczynski | Conservateur      |
| 57e                                  | 2017–2019    |        | Daniel Kawczynski | Conservateur      |
| 58e                                  | 2019–Présent |        | Daniel Kawczynski | Conservateur      |

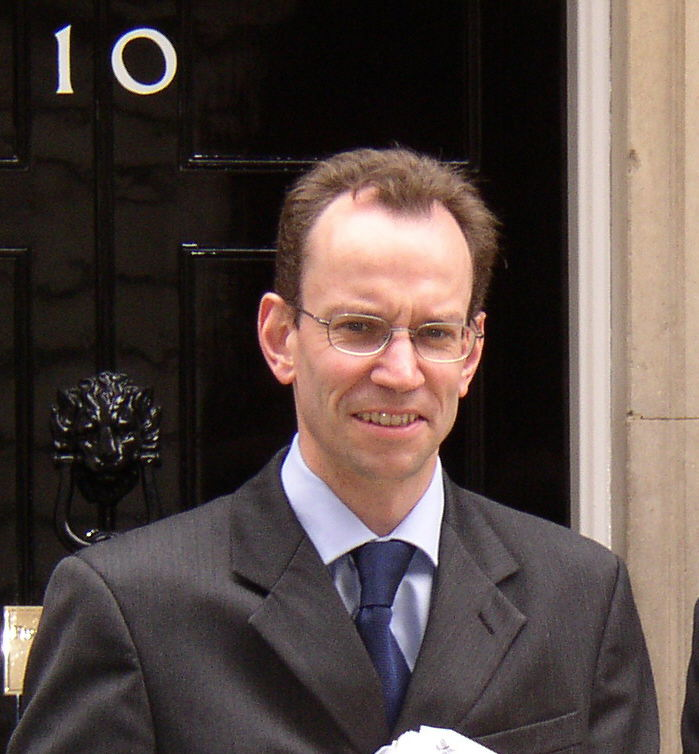
Paul Marsden (1997-2005)
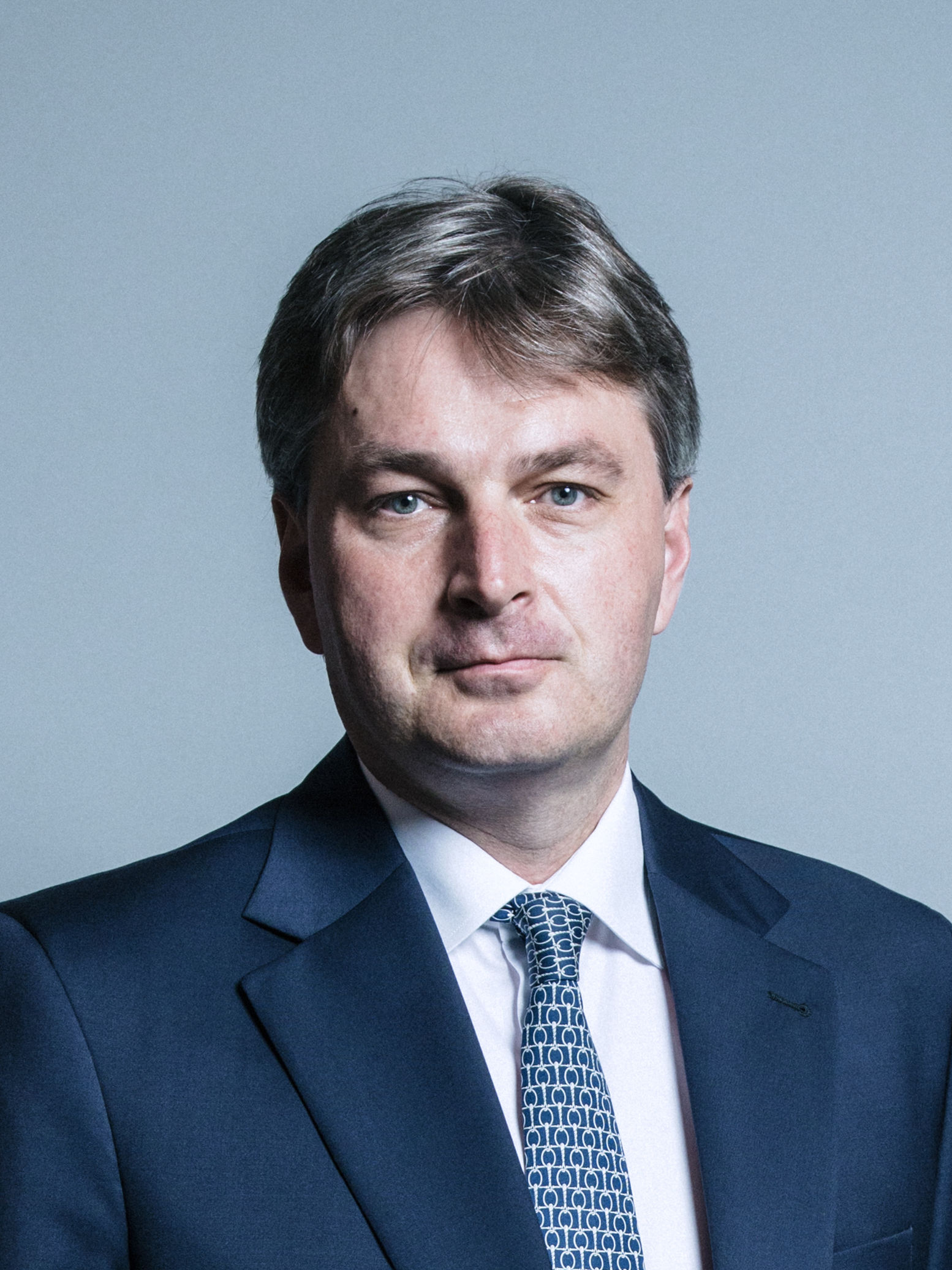
Daniel Kawczynski (2005-Présent)